# Brorfelde-observatoriet
Brorfelde Observatorium er et astronomisk observatorium (IAU-kode 054) ved Primærrute 57 ved Brorfelde syd for Holbæk på Sjælland. Fra indvielsen i 1953 og frem til 1996 var det en gren af Københavns Universitets observatorium. I 2009 blev observatoriet frasolgt, og i 2012 blev det købt af Holbæk Kommune, som i dag driver observatoriet som et opdagelsescenter med fokus på astronomi, geologi, natur og teknik. Observatoriet indeholder i dag stadigvæk tre teleskoper, hvoraf Schmidt-teleskopet er det største professionelle teleskop i Danmark. Universitetets personale er i dag flyttet til Rockefeller Complekset i København. 

## Meridiankredsen
I 1953 blev Carlsberg Meridiankredsen, som var datidens mest nøjagtige meridiankreds, opstillet i Brorfelde. Efter 30 år blev den flyttet til kanarieøen La Palma, hvor den blev udfaset i 2013. Meridiankredsen blev brugt til at observere stjernernes positioner vha. astrometriske målinger. Teleskopet blev i sin tid brugt til at måle tæt på 100 millioner stjernepositioner i Mælkevejen.

## Schmidt teleskopet
Brorfelde Schmidt-teleskopet, der blev bygget på værkstedet i Brorfelde og taget i brug fra 1965, havde oprindeligt en blænde på 50 cm og en spejldiameter på 75 cm. Det er dog blevet ombygget flere gange og har i dag en fri blænde på 45 cm, en spejldiameter på 77 cm og indeholder efter en omfattende renovering i 2015-2017 nu et 4500 × 3600 pixel CCD-kamera.

## Fredning
Området er på 40 hektar land og indeholder 11 bygninger, som er fredede, også stedets nattemørke er som det eneste af sin slags i Danmark fredet.

## Personer med relation til observatoriet
- Bengt Strömgren, dansk astronom
- Poul Jensen, dansk astronom
- Karl Augustesen, dansk astronom
- Kjeld Gyldenkerne, dansk astronom[3]